# تيغران غراميان
تيغران غراميان (بالفرنسية: Tigran Gharamian)‏(أرمني: Տիգրան Ղարամյան، من مواليد 24 يوليو / تموز 1984 في يريفان) هو أستاذ كبير (شطرنج) فرنسي أرميني (2009).

## مهنة الشطرنج
غارامان لعب لأرمينيا في أولمبياد الشطرنج للأطفال لعامي 1999 و2000.
جاء أولا في Fourmies 2007 و شارلوروا 2007.في عام 2010، تعادل في المركزين الأول والثالث مع فاديم مالاخاتكو وديب سينجوبتا في بطولة باير المفتوحة وفاكانسيز الرابعة والعشرين.في عام 2011 فاز في Vandœuvre-lès-Nancy Openوتعادل لل2-4 مع ألكسندر كوفتشان وبوريس غراتشيف وأنتي براكيتش في بطولة ماستر المفتوحة في بيال/بيان. تعادل غارامان بين 1 و5 مع بينتالا هاريكريشنا وباريمرجان نيجي وتورنيك ومارتين كرافتسيف في دورة كابيل لاغراند المفتوحة للشطرنج.

## وصلات خارجية
- تيغران غراميان على موقع الاتحاد الدولي للشطرنج (الإنجليزية)
- تيغران غراميان على موقع مباريات الشطرنج (الإنجليزية)
- تيغران غراميان على موقع 365Chess.com (الإنجليزية)
- تيغران غراميان على موقع Chesstempo.com (الإنجليزية)